# Norfolkia brachylepis
Norfolkia brachylepis és una espècie de peix de la família dels tripterígids i de l'ordre dels perciformes.

## Morfologia
- Els mascles poden assolir 7,3 cm de longitud total.[1][2]

## Hàbitat
És un peix marí, de clima tropical i associat als esculls de corall que viu entre 2-7 m de fondària.

## Distribució geogràfica
Es troba a la Samoa Nord-americana, Austràlia, l'Illa Christmas, Fiji, Guam, Indonèsia, el Japó (incloent-hi les Illes Ogasawara), les Illes Marshall, Moçambic, les Illes Mariannes, Nova Caledònia, Oman, Papua Nova Guinea, les Filipines, Samoa, Sud-àfrica, Sri Lanka, Taiwan, Tailàndia, Tonga i Vanuatu.

## Observacions
És inofensiu per als humans.